# Lü Hongxiang
Lü Hongxiang (en chino, 吕洪祥; Tianjin, China; 27 de marzo de 1960) es un exfutbolista de China que jugaba tres posiciones diferentes.

## Carrera

### Club
| Periodo   | Club         |
| --------- | ------------ |
| 1979–1987 | Tianjin Teda |
| 1987–1990 | Fujitsu SC   |
| 1991      | Tokyo Gas SC |

### Selección nacional
Jugó para China en 40 partidos entre 1983 y 1986, fue subcampeón de la Copa Asiática 1984 y participó en dos ediciones de los Juegos Asiáticos, aunque no jugó en la edición de 1982.

## Logros
- Liga Jia-A (1): 1980